# アレーナ・カルタショワ
アレーナ・カルタショワ（アリョーナ・カルタショワ、ロシア語:Алёна Владимировна Карташова、ローマ字:Alena Kartashova、1982年1月23日 - ）は、ロシアの女子レスリング選手。2008年北京オリンピックレスリング63kg級に出場。決勝で日本の伊調馨と対戦し、敗れたものの銀メダルを獲得した。ロシア中部イルクーツク州アンガルスク出身。
カルタショワは、2004年アテネオリンピックでも同階級に出場し、予選ラウンドで伊調馨と対戦しているが、このときも敗退し決勝ラウンド進出を逃している。

## 実績
- オリンピック
  - 2008年北京オリンピック　銀メダル
- 世界選手権
  - 優勝　2002年
- ヨーロッパ選手権
  - 優勝　2004、2006、2008年
  - 2位　2007年